# Altus (Oklahoma)
Altus es una ciudad ubicada en el condado de Jackson en el estado estadounidense de Oklahoma. En el año 2010 tenía una población de 19813 habitantes y una densidad poblacional de 449,27 personas por km².

## Geografía
Altus se encuentra ubicada en las coordenadas 34°38′38″N 99°19′36″O / 34.64389, -99.32667 (34.643754, -99.326603).

## Demografía
Según la Oficina del Censo en 2000 los ingresos medios por hogar en la localidad eran de $30,217 y los ingresos medios por familia eran $38,400. Los hombres tenían unos ingresos medios de $28,041 frente a los $18,856 para las mujeres. La renta per cápita para la localidad era de $15,378. Alrededor del 17.2% de la población estaban por debajo del umbral de pobreza.